# Església Universalista
L'Església Universalista és una de les branques del cristianisme liberal. Per a alguns teòlegs conté característiques del protestantisme, i per altres, del restauracionisme. L'universalisme com a concepte teològic d'inclusió (salvació universal), va néixer abans del sorgiment del moviment restauracionista. El moviment no es va organitzar fins al segle xviii.
Tot i que va néixer a Anglaterra, va ser als Estats Units on va desenvolupar-se com a denominació independent amb una estructura i organització pròpies i prou fortes, que va existir des de finals del segle xviii fins a 1961.
Generalment, es considera a George de Benneville (1703-1793), anglès fill de pares hugonots francesos, com el primer universalista de l'era moderna, però les seves idees no van arrossegar seguidors. Més èxit va tenir el pastor metodista anglès James Relly (1722-1778), tot i que es va trobar amb una forta oposició per part d'altres predicadors, principalment el mateix fundador del metodisme, John Wesley. Un dels deixebles de Relly, John Murray (1741-1815) va emigrar a les colònies nord-americanes, on va trobar partidaris a comunitats baptistes, quàqueres i altres metodistes que coneixien l'obra de Relly. Després d'uns anys com a pastor itinerant, Murray va establir en 1779 la seva pròpia església a Gloucester, Massachusetts.
La Convenció general d'universalistes feta a Oxford, Massachusetts, en setembre de 1793, i en la qual Murray va actuar com a moderador i líder in pectore, es considera la trobada fundacional de l'església, tot i que la denominació no va assumir formalment el nom d'Església Universalista d'Amèrica fins al 1942.
Actualment els universalistes històrics es troben dintre de l'Associació Unitària Universalista, nascuda de la seva fusió amb l'Església Unitària. De tota manera, hi ha esglésies independents i alguns predicadors que es continuen definint com a universalistes, tot i no tenir ja una organització autònoma que els agrupi en un únic moviment.
La doctrina universalista es desenvolupa a partir de la primera carta de Joan, on diu que "Déu és amor" (1 Jn 4:7-9). Aquesta certesa de la naturalesa divina i l'ensenyament de Jesús va moure a alguns a afirmar que no hi ha infern etern per als pecadors i Déu salvarà tothom a la fi del temps, car un Déu que és amor només pot estimar els seus fills i no els condemnarà pas al turment etern. Un altre corrent teològic, més afí a les ensenyances inicials de Relly, diu que el sacrifici redemptor de Jesucrist és universal i irresistible, i que, per tant, ningú pot ser ja condemnat.
A partir d'aquest punt de partida es van desenvolupar dos corrents principals: la dels que proposaven que els pecadors passarien un temps expiant els seus pecats abans de la seva salvació, i els que afirmaven que la salvació era general i immediata. Aquesta discussió es va mantenir al llarg de la història de la denominació i va ser la causa que l'Església Universalista va incloure sempre una clàusula de llibertat de creences a les seves confessions de fe.